# Canton de Chinon
Le canton de Chinon est une circonscription électorale française située dans le département d'Indre-et-Loire et la région Centre-Val de Loire.

## Histoire
À la suite du redécoupage cantonal de 2014, les limites territoriales du canton sont remaniées. Le nombre de communes du canton passe de 15 à 27.

## Représentation

### Conseillers d'arrondissement (de 1833 à 1940)
Le canton de Chinon avait deux conseillers d'arrondissement.
| Période                                  | Période          | Identité                     | Étiquette   | Qualité |
| ---------------------------------------- | ---------------- | ---------------------------- | ----------- | --- |
| 1833                                     | 1836             | François Chauvelin           |             | Avoué à Chinon, propriétaire à Savigny-en-Véron                                                             |
| 1833                                     | 1848             | Louis Constant Rossignol     |             | Notaire, propriétaire à Chinon                                                                              |
| 1836                                     | 1848             | Henri Lefrançois (1794-1874) |             | Juge de paix à Chinon                                                                                       |
|                                          |                  |                              |             | |
| avant 1883                               | 1885 (décès)     | Louis Houdia-Foucquereau     |             | Maire de Chinon (1878-1885)                                                                                 |
| avant 1883                               |                  | Alexandre Plancher           |             | Maire d'Avoine, Président du Conseil d'arrondissement                                                       |
|                                          |                  |                              |             | |
|                                          | 1900 (démission) | Benoît Mattraits             | Rad.        | Médecin - Maire de Chinon                                                                                   |
| 1900                                     | 1934             | Léon Joubert                 | Républicain | Propriétaire du château de Vaugaudry, adjoint au maire de Chinon                                            |
| 1919                                     | 1934             | Eugène Faucillon             |             | Médecin militaire, propriétaire à Chinon, Président du Conseil d'arrondissement                             |
| 1934                                     | 1940             | M. Bruneau                   | URD         | Propriétaire à Chinon                                                                                       |
| 1934                                     | 1940             | M. Herpin                    | Radical     | Propriétaire à Chinon                                                                                       |
| 1940                                     |                  |                              |             | Les conseils d'arrondissement ont été suspendus par la loi du 12 octobre 1940 et n'ont jamais été réactivés |
| Les données manquantes sont à compléter. |                  |                              |             | |

### Conseillers généraux de 1833 à 2015
| Période | Période                | Identité                               | Étiquette           | Qualité |
| ------- | ---------------------- | -------------------------------------- | ------------------- | --- |
| 1833    | 1842 (démission)       | Isaac Martin Denis Gaudichon-Desprez   |                     | Ancien officier d'état-major, en retraite à Chinon |
| 1842    | 1852                   | Nicolas Tournyer-Tiffeneau (1795-1851) |                     | Ancien contrôleur des contributions directes Propriétaire à Chinon |
| 1852    | 1863 (décès)           | Victor Foucqueteau                     | Droite              | Avocat puis Président du Tribunal civil de Chinon Ancien membre de l'Assemblée constituante et de l'Assemblée législative (1848-1849)                                                      |
| 1863    | 1867                   | Édouard Marie Fermé (1817-1885)        |                     | Notaire - Maire de Chinon (1857-1866) |
| 1867    | 1877                   | Anatole Desplanques                    | Droite bonapartiste | Ancien sous-préfet de l'arrondissement de Chinon, propriétaire |
| 1877    | 1885 (décès)           | Léon Joubert                           | Républicain         | Député (1876-1885) Médecin et propriétaire, maire de Huismes |
| 1885    | 1900 (décès)           | Jules César Herpin (1848-1900)         |                     | Avoué - Maire de Chinon (1885-1896) |
| 1900    | 1912 (démission)       | Benoît Mattraits                       | Rad.                | Médecin - Maire de Chinon (1898-1912), conseiller d'arrondissement |
| 1913    | 1919                   | Octave Foucher                         | Rad.                | Médecin - Député (1909-1919) Sénateur (1920-1933) Maire de Chinon (1908-1919) |
| 1919    | 1925                   | Émile Suard                            | URD                 | Propriétaire - Conseiller municipal de Chinon |
| 1925    | 1929 (démission)       | Camille Chautemps                      | Rad.                | Magistrat Député (1919-1935) Maire de Tours (1919-1925) |
| 1929    | 1937                   | Henri Mattraits                        | Rad.                | Médecin Maire de Chinon (1934-1944 et 1945) |
| 1937    | 1940 (révoqué en 1944) | Pierre Labussière (1905-1944)          | Rad.ind.            | Médecin Révoqué par le Gouvernement de Vichy, déporté et décédé à Neuengamme,; |
|         |                        |                                        |                     | |
| 1943    | 1945                   | Henri Mattraits (1882-1948)            | Rad.                | Docteur en médecine Maire de Chinon Membre de la Commission administrative départementale (1941-1943) Nommé conseiller départemental en 1943                                               |
|         |                        |                                        |                     | |
| 1945    | 1959 (décès)           | Auguste Correch (1887-1959)            | DVD                 | Professeur - Maire de Chinon (1945-1959) |
| 1959    | 1976                   | Jacques Balavoine                      | DVD                 | Médecin Maire de Chinon (1959-1965) |
| 1976    | 2001                   | Yves Dauge                             | PS                  | Inspecteur général de l'équipement Maire de Saint-Germain-sur-Vienne (1971-1989) puis de Chinon (1989-2005) Adjoint au maire de Chinon depuis 2005 Député (1997-2001) Sénateur (2001-2011) |
| 2001    | 2008                   | Pierre Hervoil                         | DL puis UMP         | Conseiller financier, Chinon |
| 2008    | 2015                   | Christiane Rigaux                      | DVG                 | Vice-Présidente du Conseil Général, Beaumont-en-Véron |

### Conseillers départementaux à partir de 2015
| Période élective | Période élective | Mandat | Mandat   | Identité                | Nuance | Nuance | Qualité |
| ---------------- | ---------------- | ------ | -------- | ----------------------- | ------ | ------ | --- |
| 2015             | 2021             | 2015   | 2021     | Éric Loizon             |        | DVD    | Maire de Thilouze Président de la Communauté de Communes du Pays d'Azay-le-Rideau Ancien conseiller général du Canton d'Azay-le-Rideau (2011 → 2015) |
| 2015             | 2021             | 2015   | 2021     | Isabelle Raimond-Pavero |        | LR     | Assistante juridique Adjointe au maire de Chinon jusqu'en 2020 Sénatrice (2017 → 2023)                                                               |
| 2021             | 2028             | 2021   | en cours | Franck Chartier         |        | DVD    | Directeur de mission d'expertise comptable, Premier adjoint au maire d'Azay-le-Rideau                                                                |
| 2021             | 2028             | 2021   | en cours | Isabelle Pavero-Raimond |        | LR     | Conseillère sortante |

### Résultats détaillés

#### Élections de mars 2015
À l'issue du 1er tour des élections départementales de 2015, deux binômes sont en ballottage : Eric Loizon et Isabelle Raimond-Pavero (Union de la Droite, 39,59 %) et Flora Pontlevoy-Mascart et Gérard Salichon (FN, 24,31 %). Le taux de participation est de 50,3 % (13 048 votants sur 25 941 inscrits) contre 50,88 % au niveau départemental et 50,17 % au niveau national.
Au second tour, Éric Loizon et Isabelle Raimond-Pavero (Union de la Droite) sont élus avec 70,87 % des suffrages exprimés et un taux de participation de 50,45 % (8 095 voix pour 13 088 votants et 25 943 inscrits).

#### Élections de juin 2021
Le premier tour des élections départementales de 2021 est marqué par un très faible taux de participation (33,26 % au niveau national). Dans le canton de Chinon, ce taux de participation est de 29,32 % (7 881 votants sur 26 883 inscrits) contre 30,88 % au niveau départemental. À l'issue de ce premier tour, deux binômes sont en ballottage : Franck Chartier et Isabelle Pavero-Raimond (DVD, 47,81 %) et Louise Gachot et Maxime Nizou (Union à gauche avec des écologistes, 35,4 %).
Le second tour des élections est marqué une nouvelle fois par une abstention massive équivalente au premier tour. Les taux de participation sont de 34,36 % au niveau national, 31,33 % dans le département et 30 % dans le canton de Chinon. Franck Chartier et Isabelle Pavero-Raimond (DVD) sont élus avec 60,87 % des suffrages exprimés (4 583 voix pour 8 065 votants et 26 886 inscrits),,.

## Composition

### Composition avant 2015
Le canton de Chinon regroupait quinze communes.
| Nom                      | Code Insee | Codepostal | Superficie (km2) | Population (dernière pop. légale) | Densité (hab./km2) |
| ------------------------ | ---------- | ---------- | ---------------- | --------------------------------- | ------------------ |
| Chinon (chef-lieu)       | 37072      | 37500      | 39,02            | 7 928 (2012)                      | 203                |
| Avoine                   | 37011      | 37420      | 12,58            | 1 811 (2012)                      | 144                |
| Beaumont-en-Véron        | 37022      | 37420      | 18,83            | 2 753 (2012)                      | 146                |
| Candes-Saint-Martin      | 37042      | 37500      | 5,77             | 226 (2012)                        | 39                 |
| Cinais                   | 37076      | 37500      | 8,77             | 444 (2012)                        | 51                 |
| Couziers                 | 37088      | 37500      | 12,05            | 123 (2012)                        | 10                 |
| Huismes                  | 37118      | 37420      | 23,82            | 1 545 (2012)                      | 65                 |
| Lerné                    | 37126      | 37500      | 16,36            | 318 (2012)                        | 19                 |
| Marçay                   | 37144      | 37500      | 21,35            | 478 (2012)                        | 22                 |
| Rivière                  | 37201      | 37500      | 3,66             | 746 (2012)                        | 204                |
| La Roche-Clermault       | 37202      | 37500      | 18,03            | 495 (2012)                        | 27                 |
| Saint-Germain-sur-Vienne | 37220      | 37500      | 13,36            | 382 (2012)                        | 29                 |
| Savigny-en-Véron         | 37242      | 37420      | 21,31            | 1 481 (2012)                      | 69                 |
| Seuilly                  | 37248      | 37500      | 15,73            | 346 (2012)                        | 22                 |
| Thizay                   | 37258      | 37500      | 6,92             | 283 (2012)                        | 41                 |

### Composition depuis 2015
Le nouveau canton de Chinon comprend 27 communes.
| Nom                            | Code Insee | Intercommunalité              | Superficie (km2) | Population (dernière pop. légale) | Densité (hab./km2) | Modifier                                    |
| ------------------------------ | ---------- | ----------------------------- | ---------------- | --------------------------------- | ------------------ | ------------------------------------------- |
| Chinon (bureau centralisateur) | 37072      | CC Chinon, Vienne et Loire    | 39,02            | 8 121 (2022)                      | 208                | modifier les données · modifier les données |
| Avoine                         | 37011      | CC Chinon, Vienne et Loire    | 12,58            | 1 994 (2022)                      | 159                | modifier les données · modifier les données |
| Azay-le-Rideau                 | 37014      | CC Touraine Vallée de l'Indre | 27,34            | 3 415 (2022)                      | 125                | modifier les données · modifier les données |
| Beaumont-en-Véron              | 37022      | CC Chinon, Vienne et Loire    | 18,83            | 2 719 (2022)                      | 144                | modifier les données · modifier les données |
| Bréhémont                      | 37038      | CC Touraine Vallée de l'Indre | 12,71            | 728 (2022)                        | 57                 | modifier les données · modifier les données |
| Candes-Saint-Martin            | 37042      | CC Chinon, Vienne et Loire    | 5,77             | 182 (2022)                        | 32                 | modifier les données · modifier les données |
| La Chapelle-aux-Naux           | 37056      | CC Touraine Vallée de l'Indre | 5,25             | 558 (2022)                        | 106                | modifier les données · modifier les données |
| Cheillé                        | 37067      | CC Touraine Vallée de l'Indre | 46,26            | 1 859 (2022)                      | 40                 | modifier les données · modifier les données |
| Cinais                         | 37076      | CC Chinon, Vienne et Loire    | 8,77             | 378 (2022)                        | 43                 | modifier les données · modifier les données |
| Couziers                       | 37088      | CC Chinon, Vienne et Loire    | 12,05            | 117 (2022)                        | 9,7                | modifier les données · modifier les données |
| Huismes                        | 37118      | CC Chinon, Vienne et Loire    | 23,82            | 1 446 (2022)                      | 61                 | modifier les données · modifier les données |
| Lerné                          | 37126      | CC Chinon, Vienne et Loire    | 16,36            | 347 (2022)                        | 21                 | modifier les données · modifier les données |
| Lignières-de-Touraine          | 37128      | CC Touraine Vallée de l'Indre | 10,00            | 1 319 (2022)                      | 132                | modifier les données · modifier les données |
| Marçay                         | 37144      | CC Chinon, Vienne et Loire    | 21,35            | 487 (2022)                        | 23                 | modifier les données · modifier les données |
| Rigny-Ussé                     | 37197      | CC Touraine Vallée de l'Indre | 13,97            | 526 (2022)                        | 38                 | modifier les données · modifier les données |
| Rivarennes                     | 37200      | CC Touraine Vallée de l'Indre | 18,92            | 988 (2022)                        | 52                 | modifier les données · modifier les données |
| Rivière                        | 37201      | CC Chinon, Vienne et Loire    | 3,66             | 700 (2022)                        | 191                | modifier les données · modifier les données |
| La Roche-Clermault             | 37202      | CC Chinon, Vienne et Loire    | 18,03            | 546 (2022)                        | 30                 | modifier les données · modifier les données |
| Saché                          | 37205      | CC Touraine Vallée de l'Indre | 28,29            | 1 405 (2022)                      | 50                 | modifier les données · modifier les données |
| Saint-Benoît-la-Forêt          | 37210      | CC Chinon, Vienne et Loire    | 35,25            | 848 (2022)                        | 24                 | modifier les données · modifier les données |
| Saint-Germain-sur-Vienne       | 37220      | CC Chinon, Vienne et Loire    | 13,36            | 358 (2022)                        | 27                 | modifier les données · modifier les données |
| Savigny-en-Véron               | 37242      | CC Chinon, Vienne et Loire    | 21,31            | 1 539 (2022)                      | 72                 | modifier les données · modifier les données |
| Seuilly                        | 37248      | CC Chinon, Vienne et Loire    | 15,73            | 392 (2022)                        | 25                 | modifier les données · modifier les données |
| Thilouze                       | 37257      | CC Touraine Vallée de l'Indre | 33,75            | 1 798 (2022)                      | 53                 | modifier les données · modifier les données |
| Thizay                         | 37258      | CC Chinon, Vienne et Loire    | 6,92             | 302 (2022)                        | 44                 | modifier les données · modifier les données |
| Vallères                       | 37264      | CC Touraine Vallée de l'Indre | 14,72            | 1 339 (2022)                      | 91                 | modifier les données · modifier les données |
| Villaines-les-Rochers          | 37271      | CC Touraine Vallée de l'Indre | 12,47            | 1 043 (2022)                      | 84                 | modifier les données · modifier les données |
| Canton de Chinon               | 3705       |                               | 496,49           | 35 454 (2022)                     | 71                 | modifier les données                        |

## Démographie

### Démographie avant 2015
| 1962   | 1968   | 1975   | 1982   | 1990   | 1999   | 2006   | 2011   | 2012   |
| ------ | ------ | ------ | ------ | ------ | ------ | ------ | ------ | ------ |
| 16 251 | 16 402 | 16 413 | 18 594 | 19 149 | 19 499 | 19 535 | 19 345 | 19 359 |

### Démographie depuis 2015
En 2022, le canton comptait 35 454 habitants, en évolution de +1,03 % par rapport à 2016 (Indre-et-Loire : +1,67 %, France hors Mayotte : +2,11 %).
| 2013   | 2018   | 2022   |
| ------ | ------ | ------ |
| 34 791 | 35 180 | 35 454 |